# Nibley (Utah)
Nibley – miasto w Stanach Zjednoczonych, w stanie Utah, w hrabstwie Cache.